# Mistrovství světa ve fotbale hráčů do 20 let 2001
Mistrovství světa ve fotbale hráčů do 20 let 2001 bylo 13. ročníkem tohoto turnaje. Vítězem se stala argentinská fotbalová reprezentace do 20 let.

## Kvalifikované týmy
| Konfederace                                   | Kvalifikační turnaj                                       | Kvalifikováni                                      |
| --------------------------------------------- | --------------------------------------------------------- | -------------------------------------------------- |
| AFC (Asie)                                    | Mistrovství Asie ve fotbale hráčů do 19 let 2000          | Irák Japonsko Čína Írán                            |
| CAF (Afrika)                                  | Mistrovství Afriky ve fotbale hráčů do 20 let 2001        | Angola1 Ghana Egypt Etiopie1                       |
| CONCACAF (Severní, Střední Amerika a Karibik) | Mistrovství ve fotbale zemí CONCACAF hráčů do 20 let 2001 | Kostarika USA Kanada Jamajka1                      |
| CONMEBOL (Jižní Amerika)                      | Mistrovství Jižní Ameriky ve fotbale hráčů do 20 let 2001 | Brazílie Paraguay Chile Ekvádor1                   |
| OFC (Oceánie)                                 | Mistrovství Oceánie ve fotbale hráčů do 20 let 2001       | Austrálie                                          |
| UEFA (Evropa)                                 | Mistrovství Evropy ve fotbale hráčů do 19 let 2000        | Finsko1 Německo Česko Ukrajina1 Nizozemsko Francie |
| Hostitel                                      | Hostitel                                                  | Argentina                                          |

1 Tým, který se účastnil poprvé v historii.

## Základní skupiny
| Vysvětlivky | Vysvětlivky                                                                                    |
| ----------- | ---------------------------------------------------------------------------------------------- |
|             | První dva týmy z každé skupiny a čtyři nejlepší týmy na třetích místech postoupily do play off |

### Skupina A
| Tým       | B | Z | V | R | P | VG | IG | +/- |
| --------- | - | - | - | - | - | -- | -- | --- |
| Argentina | 9 | 3 | 3 | 0 | 0 | 14 | 2  | +12 |
| Egypt     | 4 | 3 | 1 | 1 | 1 | 3  | 8  | −5  |
| Finsko    | 3 | 3 | 1 | 0 | 2 | 2  | 4  | −2  |
| Jamajka   | 1 | 3 | 0 | 1 | 2 | 1  | 6  | −5  |

| 17. června 2001 14:00          |          |        |                                                                                  |
| Argentina                      | 2:0      | Finsko | Estadio José Amalfitani, Buenos Aires diváci: 24 000 rozhodčí: Sun Baojie (Čína) |
| Rodríguez 38' D'Alessandro 67' | (Report) |        | Estadio José Amalfitani, Buenos Aires diváci: 24 000 rozhodčí: Sun Baojie (Čína) |

| 17. června 2001 16:45 |          |         |                                                                                  |
| Egypt                 | 0:0      | Jamajka | Estadio José Amalfitani, Buenos Aires diváci: 2 000 rozhodčí: Guido Aros (Chile) |
|                       | (Report) |         | Estadio José Amalfitani, Buenos Aires diváci: 2 000 rozhodčí: Guido Aros (Chile) |

| 20. června 2001 14:00 |          |              |                                                                                         |
| Jamajka               | 0:1      | Finsko       | Estadio José Amalfitani, Buenos Aires diváci: 4 000 rozhodčí: Shamsul Maidin (Singapur) |
|                       | (Report) | Väyrynen 87' | Estadio José Amalfitani, Buenos Aires diváci: 4 000 rozhodčí: Shamsul Maidin (Singapur) |

| 20. června 2001 16:45 |          |                                                                                      |                                                                                        |
| Egypt                 | 1:7      | Argentina                                                                            | Estadio José Amalfitani, Buenos Aires diváci: 25 000 rozhodčí: Alain Hamer (Lucemburk) |
| El Yamani 5'          | (Report) | Saviola 7', 15', 44' (pen.) Coloccini 20' Romagnoli 55' Rodríguez 64' Amin 67' (vl.) | Estadio José Amalfitani, Buenos Aires diváci: 25 000 rozhodčí: Alain Hamer (Lucemburk) |

| 23. června 2001 14:00                                |          |             |                                                                                                 |
| Argentina                                            | 5:1      | Jamajka     | Estadio José Amalfitani, Buenos Aires diváci: 27 000 rozhodčí: Naser Al Hamdan (Saúdská Arábie) |
| Coloccini 3' Saviola 7', 86' (pen.) Herrera 14', 38' | (Report) | Dawkins 78' | Estadio José Amalfitani, Buenos Aires diváci: 27 000 rozhodčí: Naser Al Hamdan (Saúdská Arábie) |

| 23. června 2001 16:45 |          |                    |                                                                                          |
| Finsko                | 1:2      | Egypt              | Estadio José Amalfitani, Buenos Aires diváci: 3 000 rozhodčí: Wilson de Souza (Brazílie) |
| Sjölund 74'           | (Report) | Hamza 10' Riad 62' | Estadio José Amalfitani, Buenos Aires diváci: 3 000 rozhodčí: Wilson de Souza (Brazílie) |

### Skupina B
| Tým      | B | Z | V | R | P | VG | IG | +/- |
| -------- | - | - | - | - | - | -- | -- | --- |
| Brazílie | 9 | 3 | 3 | 0 | 0 | 10 | 1  | +9  |
| Německo  | 6 | 3 | 2 | 0 | 1 | 7  | 3  | +4  |
| Irák     | 3 | 3 | 1 | 0 | 2 | 5  | 9  | −4  |
| Kanada   | 0 | 3 | 0 | 0 | 3 | 0  | 9  | −9  |

| 17. června 2001 14:00 |          |         |                                                                                      |
| Brazílie              | 2:0      | Německo | Estadio Olímpico Chateau Carreras, Córdoba diváci: 5 100 rozhodčí: Kevin Stott (USA) |
| Robert 9', 11'        | (Report) |         | Estadio Olímpico Chateau Carreras, Córdoba diváci: 5 100 rozhodčí: Kevin Stott (USA) |

| 17. června 2001 16:45                |          |        |                                                                                         |
| Irák                                 | 3:0      | Kanada | Estadio Olímpico Chateau Carreras, Córdoba diváci: 5 100 rozhodčí: Coffi Codjia (Benin) |
| Mohammed 21' Siamand 33' Hanoosh 43' | (Report) |        | Estadio Olímpico Chateau Carreras, Córdoba diváci: 5 100 rozhodčí: Coffi Codjia (Benin) |

| 20. června 2001 14:00 |          |                               |                                                                                                 |
| Kanada                | 0:4      | Německo                       | Estadio Olímpico Chateau Carreras, Córdoba diváci: 1 000 rozhodčí: Hailemelak Tessema (Etiopie) |
|                       | (Report) | Auer 18', 67', 70' Preuss 83' | Estadio Olímpico Chateau Carreras, Córdoba diváci: 1 000 rozhodčí: Hailemelak Tessema (Etiopie) |

| 20. června 2001 16:45 |          |                                                               |                                                                                               |
| Irák                  | 1:6      | Brazílie                                                      | Estadio Olímpico Chateau Carreras, Córdoba diváci: 1 000 rozhodčí: Sorin Corpodean (Rumunsko) |
| Mohammed 82'          | (Report) | Fernando 8' (pen.) Pinga 13' Robert 27', 72' Adriano 29', 45' | Estadio Olímpico Chateau Carreras, Córdoba diváci: 1 000 rozhodčí: Sorin Corpodean (Rumunsko) |

| 23. června 2001 14:00  |          |        | |
| Brazílie               | 2:0      | Kanada | Estadio Olímpico Chateau Carreras, Córdoba diváci: 1 500 rozhodčí: Jagdeesh Bhimull (Trinidad a Tobago) |
| Adriano 21' Robert 65' | (Report) |        | Estadio Olímpico Chateau Carreras, Córdoba diváci: 1 500 rozhodčí: Jagdeesh Bhimull (Trinidad a Tobago) |

| 23. června 2001 16:45                |          |                       |                                                                                            |
| Německo                              | 3:1      | Irák                  | Estadio Olímpico Chateau Carreras, Córdoba diváci: 2 000 rozhodčí: Hichem Guirat (Tunisko) |
| Preuss 40' Munaim 60' (vl.) Auer 65' | (Report) | Lapaczinksi 37' (vl.) | Estadio Olímpico Chateau Carreras, Córdoba diváci: 2 000 rozhodčí: Hichem Guirat (Tunisko) |

### Skupina C
| Tým      | B | Z | V | R | P | VG | IG | +/- |
| -------- | - | - | - | - | - | -- | -- | --- |
| Ukrajina | 5 | 3 | 1 | 2 | 0 | 5  | 3  | +2  |
| USA      | 4 | 3 | 1 | 1 | 1 | 5  | 3  | +2  |
| Čína     | 4 | 3 | 1 | 1 | 1 | 1  | 1  | 0   |
| Chile    | 3 | 3 | 1 | 0 | 2 | 4  | 8  | −4  |

| 17. června 2001 14:00 |          |           |                                                                                      |
| USA                   | 0:1      | Čína      | Estadio Malvinas Argentinas, Mendoza diváci: 7 500 rozhodčí: Hichem Guirat (Tunisko) |
|                       | (Report) | Qu Bo 50' | Estadio Malvinas Argentinas, Mendoza diváci: 7 500 rozhodčí: Hichem Guirat (Tunisko) |

| 17. června 2001 16:45  |          |                                               |                                                                                               |
| Chile                  | 2:4      | Ukrajina                                      | Estadio Malvinas Argentinas, Mendoza diváci: 7 500 rozhodčí: Naser Al Hamdan (Saúdská Arábie) |
| Millar 38' Pardo 90+2' | (Report) | Bjelik 14', 50' Oyarzun 36' (vl.) Valejev 78' | Estadio Malvinas Argentinas, Mendoza diváci: 7 500 rozhodčí: Naser Al Hamdan (Saúdská Arábie) |

| 20. června 2001 14:00 |          |      |                                                                                                   |
| Ukrajina              | 0:0      | Čína | Estadio Malvinas Argentinas, Mendoza diváci: 3 500 rozhodčí: Jagdeesh Bhimull (Trinidad a Tobago) |
|                       | (Report) |      | Estadio Malvinas Argentinas, Mendoza diváci: 3 500 rozhodčí: Jagdeesh Bhimull (Trinidad a Tobago) |

| 20. června 2001 16:45 |          |                                      |                                                                                         |
| Chile                 | 1:4      | USA                                  | Estadio Malvinas Argentinas, Mendoza diváci: 5 500 rozhodčí: Claudio Martín (Argentina) |
| Valdés 28'            | (Report) | Beasley 6', 40' Davis 69' Buddle 75' | Estadio Malvinas Argentinas, Mendoza diváci: 5 500 rozhodčí: Claudio Martín (Argentina) |

| 23. června 2001 14:00 |          |            |                                                                                         |
| USA                   | 1:1      | Ukrajina   | Estadio Malvinas Argentinas, Mendoza diváci: 7 000 rozhodčí: Carlos Amarilla (Paraguay) |
| Arena 39'             | (Report) | Stoyan 89' | Estadio Malvinas Argentinas, Mendoza diváci: 7 000 rozhodčí: Carlos Amarilla (Paraguay) |

| 23. června 2001 16:45 |          |             |                                                                                   |
| Čína                  | 0:1      | Chile       | Estadio Malvinas Argentinas, Mendoza diváci: 8 000 rozhodčí: Coffi Codjia (Benin) |
|                       | (Report) | Berrios 87' | Estadio Malvinas Argentinas, Mendoza diváci: 8 000 rozhodčí: Coffi Codjia (Benin) |

### Skupina D
| Tým       | B | Z | V | R | P | VG | IG | +/- |
| --------- | - | - | - | - | - | -- | -- | --- |
| Angola    | 5 | 3 | 1 | 2 | 0 | 3  | 2  | +1  |
| Česko     | 4 | 3 | 1 | 1 | 1 | 3  | 3  | 0   |
| Austrálie | 4 | 3 | 1 | 1 | 1 | 3  | 4  | −1  |
| Japonsko  | 3 | 3 | 1 | 0 | 2 | 4  | 4  | 0   |

| 18. června 2001 14:00 |          |       |                                                                                   |
| Angola                | 0:0      | Česko | Estadio Newell's Old Boys, Rosario diváci: 1 500 rozhodčí: José Pineda (Honduras) |
|                       | (Report) |       | Estadio Newell's Old Boys, Rosario diváci: 1 500 rozhodčí: José Pineda (Honduras) |

| 18. června 2001 16:45 |          |                            |                                                                                    |
| Japonsko              | 0:2      | Austrálie                  | Estadio Newell's Old Boys, Rosario diváci: 5 000 rozhodčí: Orhan Erdemir (Turecko) |
|                       | (Report) | Haneda 59' (vl.) Owens 69' | Estadio Newell's Old Boys, Rosario diváci: 5 000 rozhodčí: Orhan Erdemir (Turecko) |

| 21. června 2001 14:00 |          |                             |                                                                                       |
| Austrálie             | 0:3      | Česko                       | Estadio Newell's Old Boys, Rosario diváci: 1 200 rozhodčí: Carlos Amarilla (Paraguay) |
|                       | (Report) | Musil 27' Jun 30' Macek 47' | Estadio Newell's Old Boys, Rosario diváci: 1 200 rozhodčí: Carlos Amarilla (Paraguay) |

| 21. června 2001 16:45 |          |                        |                                                                                               |
| Japonsko              | 1:2      | Angola                 | Estadio Newell's Old Boys, Rosario diváci: 2 000 rozhodčí: Manuel Mejuto González (Španělsko) |
| Yamase 61'            | (Report) | Mendonça 9' Rascas 81' | Estadio Newell's Old Boys, Rosario diváci: 2 000 rozhodčí: Manuel Mejuto González (Španělsko) |

| 24. června 2001 14:00 |          |                  |                                                                                      |
| Angola                | 1:1      | Austrálie        | Estadio Newell's Old Boys, Rosario diváci: 3 500 rozhodčí: Alain Hamer (Lucembursko) |
| Mantorras 12'         | (Report) | Owens 82' (pen.) | Estadio Newell's Old Boys, Rosario diváci: 3 500 rozhodčí: Alain Hamer (Lucembursko) |

| 24. června 2001 16:45 |          |                                    |                                                                              |
| Česko                 | 0:3      | Japonsko                           | Estadio Newell's Old Boys, Rosario diváci: 8 500 rozhodčí: Kevin Stott (USA) |
|                       | (Report) | Morisaki 74' Yamase 80' Tahara 87' | Estadio Newell's Old Boys, Rosario diváci: 8 500 rozhodčí: Kevin Stott (USA) |

### Skupina E
| Tým        | B | Z | V | R | P | VG | IG | +/- |
| ---------- | - | - | - | - | - | -- | -- | --- |
| Kostarika  | 9 | 3 | 3 | 0 | 0 | 7  | 2  | +5  |
| Ekvádor    | 4 | 3 | 1 | 1 | 1 | 3  | 3  | 0   |
| Nizozemsko | 4 | 3 | 1 | 1 | 1 | 5  | 6  | −1  |
| Etiopie    | 0 | 3 | 0 | 0 | 3 | 4  | 8  | −4  |

| 18. června 2001 14:00 |          |                |                                                                                          |
| Ekvádor               | 2:1      | Etiopie        | Estadio Padre Ernesto Martearena, Salta diváci: 14 000 rozhodčí: Mark Shield (Austrálie) |
| Miña 25' Guagua 63'   | (Report) | Andargachew 4' | Estadio Padre Ernesto Martearena, Salta diváci: 14 000 rozhodčí: Mark Shield (Austrálie) |

| 18. června 2001 16:45 |          |                            |                                                                                               |
| Nizozemsko            | 1:3      | Kostarika                  | Estadio Padre Ernesto Martearena, Salta diváci: 14 000 rozhodčí: Abdullhakim Shelmani (Libye) |
| Hersi 63'             | (Report) | Montero 38' Parks 48', 54' | Estadio Padre Ernesto Martearena, Salta diváci: 14 000 rozhodčí: Abdullhakim Shelmani (Libye) |

| 21. června 2001 14:00   |          |                |                                                                                           |
| Kostarika               | 3:1      | Etiopie        | Estadio Padre Ernesto Martearena, Salta diváci: 10 000 rozhodčí: Thomas McCurry (Skotsko) |
| Parks 8', 49' Scott 61' | (Report) | Yordanos 90+2' | Estadio Padre Ernesto Martearena, Salta diváci: 10 000 rozhodčí: Thomas McCurry (Skotsko) |

| 21. června 2001 16:45 |          |            |                                                                                           |
| Ekvádor               | 1:1      | Nizozemsko | Estadio Padre Ernesto Martearena, Salta diváci: 10 000 rozhodčí: Toru Kamikawa (Japonsko) |
| Vargas 85'            | (Report) | Colin 21'  | Estadio Padre Ernesto Martearena, Salta diváci: 10 000 rozhodčí: Toru Kamikawa (Japonsko) |

| 24. června 2001 14:00 |          |               |                                                                                       |
| Ekvádor               | 0:1      | Kostarika     | Estadio Padre Ernesto Martearena, Salta diváci: 15 000 rozhodčí: Terje Hauge (Norsko) |
|                       | (Report) | Hernández 85' | Estadio Padre Ernesto Martearena, Salta diváci: 15 000 rozhodčí: Terje Hauge (Norsko) |

| 24. června 2001 16:45              |          |                                  |                                                                                               |
| Etiopie                            | 2:3      | Nizozemsko                       | Estadio Padre Ernesto Martearena, Salta diváci: 17 000 rozhodčí: Abdullhakim Shelmani (Libye) |
| Zewdu 52' (pen.) Andargachew 90+2' | (Report) | Kolk 22' Hersi 41' Huntelaar 78' | Estadio Padre Ernesto Martearena, Salta diváci: 17 000 rozhodčí: Abdullhakim Shelmani (Libye) |

### Skupina F
| Tým      | B | Z | V | R | P | VG | IG | +/- |
| -------- | - | - | - | - | - | -- | -- | --- |
| Ghana    | 7 | 3 | 2 | 1 | 0 | 3  | 1  | +2  |
| Francie  | 5 | 3 | 1 | 2 | 0 | 7  | 2  | +5  |
| Paraguay | 4 | 3 | 1 | 1 | 1 | 5  | 4  | +1  |
| Írán     | 0 | 3 | 0 | 0 | 3 | 0  | 8  | −8  |

| 18. června 2001 14:00  |          |            |                                                                                        |
| Ghana                  | 2:1      | Paraguay   | Estadio José María Minella, Mar del Plata diváci: 2 000 rozhodčí: Terje Hauge (Norsko) |
| Essien 58' Boateng 63' | (Report) | Guzmán 69' | Estadio José María Minella, Mar del Plata diváci: 2 000 rozhodčí: Terje Hauge (Norsko) |

| 18. června 2001 16:45                    |          |      |                                                                                              |
| Francie                                  | 5:0      | Írán | Estadio José María Minella, Mar del Plata diváci: 4 500 rozhodčí: Wilson de Souza (Brazílie) |
| Bugnet 59' Mexès 62' Cissé 66', 87', 90' | (Report) |      | Estadio José María Minella, Mar del Plata diváci: 4 500 rozhodčí: Wilson de Souza (Brazílie) |

| 21. června 2001 14:00 |          |                       |                                                                                           |
| Francie               | 2:2      | Paraguay              | Estadio José María Minella, Mar del Plata diváci: 4 575 rozhodčí: Mark Shield (Austrálie) |
| Bugnet 10' Cissé 48'  | (Report) | Fretes 53' Devaca 72' | Estadio José María Minella, Mar del Plata diváci: 4 575 rozhodčí: Mark Shield (Austrálie) |

| 21. června 2001 16:45 |          |      |                                                                                             |
| Ghana                 | 1:0      | Írán | Estadio José María Minella, Mar del Plata diváci: 3 950 rozhodčí: Alain Hamer (Lucembursko) |
| Boateng 44'           | (Report) |      | Estadio José María Minella, Mar del Plata diváci: 3 950 rozhodčí: Alain Hamer (Lucembursko) |

| 24. června 2001 14:00 |          |         |                                                                                               |
| Ghana                 | 0:0      | Francie | Estadio José María Minella, Mar del Plata diváci: 13 000 rozhodčí: Claudio Martín (Argentina) |
|                       | (Report) |         | Estadio José María Minella, Mar del Plata diváci: 13 000 rozhodčí: Claudio Martín (Argentina) |

| 24. června 2001 16:45    |          |      | |
| Paraguay                 | 2:0      | Írán | Estadio José María Minella, Mar del Plata diváci: 6 000 rozhodčí: Manuel Mejuto González (Španělsko) |
| González 72' Giménez 89' | (Report) |      | Estadio José María Minella, Mar del Plata diváci: 6 000 rozhodčí: Manuel Mejuto González (Španělsko) |

### Žebříček týmů na třetích místech
| Tým        | B | Z | V | R | P | VG | IG | +/- |
| ---------- | - | - | - | - | - | -- | -- | --- |
| Paraguay   | 4 | 3 | 1 | 1 | 1 | 5  | 4  | +1  |
| Čína       | 4 | 3 | 1 | 1 | 1 | 1  | 1  | 0   |
| Nizozemsko | 4 | 3 | 1 | 1 | 1 | 5  | 6  | −1  |
| Austrálie  | 4 | 3 | 1 | 1 | 1 | 3  | 4  | −1  |
| Finsko     | 3 | 3 | 1 | 0 | 2 | 2  | 4  | −2  |
| Irák       | 3 | 3 | 1 | 0 | 2 | 5  | 9  | −4  |

## Play off

### Osmifinále
| 27. června 2001 14:00 |          |                               |                                                                                           |
| USA                   | 0:2      | Egypt                         | Estadio José Amalfitani, Buenos Aires diváci: 10 000 rozhodčí: Sorin Corpodean (Rumunsko) |
|                       | (Report) | Riad 76' (pen.) El Yamani 88' | Estadio José Amalfitani, Buenos Aires diváci: 10 000 rozhodčí: Sorin Corpodean (Rumunsko) |

| 27. června 2001 17:00      |          |           |                                                                                         |
| Argentina                  | 2:1      | Čína      | Estadio José Amalfitani, Buenos Aires diváci: 32 000 rozhodčí: Thomas McCurry (Skotsko) |
| Rodríguez 4' Domínguez 79' | (Report) | Qu Bo 55' | Estadio José Amalfitani, Buenos Aires diváci: 32 000 rozhodčí: Thomas McCurry (Skotsko) |

| 27. června 2001 14:00             |          |                        |                                                                                        |
| Francie                           | 3:2      | Německo                | Estadio Olímpico Chateau Carreras, Córdoba diváci: 35 000 rozhodčí: Guido Aros (Chile) |
| Cissé 34' (pen.), 90+3' Mendy 41' | (Report) | Auer 19' Burkhardt 78' | Estadio Olímpico Chateau Carreras, Córdoba diváci: 35 000 rozhodčí: Guido Aros (Chile) |

| 27. června 2001 17:00                       |          |           |                                                                                             |
| Brazílie                                    | 4:0      | Austrálie | Estadio Olímpico Chateau Carreras, Córdoba diváci: 7 895 rozhodčí: Toru Kamikawa (Japonsko) |
| Adriano 27', 66' Kaká 53' Eduardo Costa 74' | (Report) |           | Estadio Olímpico Chateau Carreras, Córdoba diváci: 7 895 rozhodčí: Toru Kamikawa (Japonsko) |

| 28. června 2001 14:00 |          |                          |                                                                                     |
| Ukrajina              | 1:2      | Paraguay                 | Estadio Malvinas Argentinas, Mendoza diváci: 9 000 rozhodčí: José Pineda (Honduras) |
| Bjelik 90'            | (Report) | Benítez 19' González 43' | Estadio Malvinas Argentinas, Mendoza diváci: 9 000 rozhodčí: José Pineda (Honduras) |

| 28. června 2001 16:45 |          |                            |                                                                                      |
| Angola                | 0:2      | Nizozemsko                 | Estadio Newell's Old Boys, Rosario diváci: 5 000 rozhodčí: Shamsul Maidin (Singapur) |
|                       | (Report) | Mustapha 52' Huntelaar 86' | Estadio Newell's Old Boys, Rosario diváci: 5 000 rozhodčí: Shamsul Maidin (Singapur) |

| 28. června 2001 14:00 |          |                   |                                                                                               |
| Kostarika             | 1:2      | Česko             | Estadio Padre Ernesto Martearena, Salta diváci: 13 000 rozhodčí: Hailemelak Tessema (Etiopie) |
| Scott 24'             | (Report) | Musil 21' Jun 71' | Estadio Padre Ernesto Martearena, Salta diváci: 13 000 rozhodčí: Hailemelak Tessema (Etiopie) |

| 28. června 2001 16:45 |          |         |                                                                                           |
| Ghana                 | 1:0      | Ekvádor | Estadio José María Minella, Mar del Plata diváci: 11 000 rozhodčí: Orhan Edemir (Turecko) |
| Mensah 37'            | (Report) |         | Estadio José María Minella, Mar del Plata diváci: 11 000 rozhodčí: Orhan Edemir (Turecko) |

### Čtvrtfinále
| 1. července 2001 14:00        |          |           |                                                                                     |
| Argentina                     | 3:1      | Francie   | Estadio José Amalfitani, Buenos Aires diváci: 32 000 rozhodčí: Terje Hauge (Norsko) |
| Saviola 5', 45+1' (pen.), 83' | (Report) | Mexès 44' | Estadio José Amalfitani, Buenos Aires diváci: 32 000 rozhodčí: Terje Hauge (Norsko) |

| 1. července 2001 16:45       |          |             | |
| Ghana                        | 2:1      | Brazílie    | Estadio Olímpico Chateau Carreras, Córdoba diváci: 11 000 rozhodčí: Manuel Mejuto González (Španělsko) |
| Abdul Razak 80' Mensah 90+3' | (Report) | Adriano 44' | Estadio Olímpico Chateau Carreras, Córdoba diváci: 11 000 rozhodčí: Manuel Mejuto González (Španělsko) |

| 1. července 2001 14:00 |          |             |                                                                                   |
| Česko                  | 0:1      | Paraguay    | Estadio Malvinas Argentinas, Mendoza diváci: 6 000 rozhodčí: Coffi Codjia (Benin) |
|                        | (Report) | Salcedo 31' | Estadio Malvinas Argentinas, Mendoza diváci: 6 000 rozhodčí: Coffi Codjia (Benin) |

| 1. července 2001 16:45 |          |                        |                                                                                       |
| Nizozemsko             | 1:2      | Egypt                  | Estadio Newell's Old Boys, Rosario diváci: 6 500 rozhodčí: Claudio Martín (Argentina) |
| Van der Vaart 33'      | (Report) | Amin 47' El Yamani 65' | Estadio Newell's Old Boys, Rosario diváci: 6 500 rozhodčí: Claudio Martín (Argentina) |

### Semifinále
| 4. července 2001 14:00 |          |                                |                                                                                             |
| Egypt                  | 0:2      | Ghana                          | Estadio Olímpico Chateau Carreras, Córdoba diváci: 10 000 rozhodčí: Mark Shield (Austrálie) |
|                        | (Report) | Inusah 83' El Atrawy 88' (vl.) | Estadio Olímpico Chateau Carreras, Córdoba diváci: 10 000 rozhodčí: Mark Shield (Austrálie) |

| 4. července 2001 16:45                                      |          |          |                                                                                           |
| Argentina                                                   | 5:0      | Paraguay | Estadio José Amalfitani, Buenos Aires diváci: 32 000 rozhodčí: Wilson de Souza (Brazílie) |
| Saviola 18', 24' Romagnoli 41' D'Alessandro 52' Herrera 70' | (Report) |          | Estadio José Amalfitani, Buenos Aires diváci: 32 000 rozhodčí: Wilson de Souza (Brazílie) |

### O 3. místo
| 8. července 2001 13:00 |          |               |                                                                                         |
| Paraguay               | 0:1      | Egypt         | Estadio José Amalfitani, Buenos Aires diváci: 10 000 rozhodčí: Toru Kamikawa (Japonsko) |
|                        | (Report) | El Yamani 64' | Estadio José Amalfitani, Buenos Aires diváci: 10 000 rozhodčí: Toru Kamikawa (Japonsko) |

### Finále
| 8. července 2001 15:45               |          |       |                                                                                                   |
| Argentina                            | 3:0      | Ghana | Estadio José Amalfitani, Buenos Aires diváci: 32 000 rozhodčí: Manuel Mejuto González (Španělsko) |
| Colotto 6' Saviola 14' Rodríguez 73' | (Report) |       | Estadio José Amalfitani, Buenos Aires diváci: 32 000 rozhodčí: Manuel Mejuto González (Španělsko) |

## Vítěz
| Mistrovství světa ve fotbale hráčů do 20 let 2001 Argentina (4. titul) Germán Lux • Nicolás Burdisso • Julio Arca • Mauro Cetto • Nicolás Medina • Fabricio Coloccini • Javier Saviola • Oscar Ahumada • Esteban Herrera • Leandro Romagnoli • Maxi Rodríguez • Ariel Seltzer • Diego Colotto • Leonardo Daniel Ponzio • Andrés D'Alessandro • Mauro Rosales • Alejandro Dominguez • Willy Caballero • Sebastián Bueno |